# Santa Cruz Verapaz
Santa Cruz Verapaz ist eine Kleinstadt in Guatemala und Verwaltungssitz der gleichnamigen Großgemeinde (Municipio) im Departamento Alta Verapaz. In dem 48 km² großen Municipio leben rund 19.000 Menschen, in Santa Cruz etwa 9.000.

## Geografie
Santa Cruz Verapaz liegt im Südwesten von Alta Verapaz am Oberlauf des Río Cahabón auf etwa 1.400 m Höhe. Der Großteil des Gemeindegebietes erstreckt sich im umliegenden Bergland und wird geprägt von Nebelwald und feucht-gemäßigtem Klima.
Santa Cruz grenzt im Norden an die Gemeinde Cobán, im Osten an Tactic, im Westen an San Cristóbal Verapaz und im Süden an das Municipio San Miguel Chicaj im Departamento Baja Verapaz.

## Bevölkerung
Der Großteil der Bevölkerung gehört zu den Maya-Gruppen Pocomchí und Kekchí, daneben gibt es noch Angehörige kleinerer indigener Gemeinschaften. Die Ladinos stellen rund ein Fünftel der Bevölkerung, von denen ein Teil auch deutsche Ursprünge hat. Ende des 19. Jahrhunderts gab es in Alta Verapaz eine Einwanderungswelle aus Deutschland, einige Jahrzehnte später ließen sich in Santa Cruz Verapaz etliche Familien aus Italien nieder. Die Namen einiger Betriebe und Geschäfte verweisen noch immer auf die europäischen Wurzeln der Eigentümer.
Die Stadt Santa Cruz Verapaz gliedert sich in vier Stadtbezirke („barrios“) Santa Elena, Santa Cecilia, Santo Tomás und Santa Cruz, dazu kommen noch die fünf Siedlungen („colonias“) Milano, Los Ángeles, El Bosque, Oro Verde und Los Olivos. Das übrige Municipio besteht aus den sieben Landgemeinden („aldeas“) Acamal, Chicoyoj, Chijou, Chiquiguital, Chitul, Najquitob und Xhixajau, die sich weiter in 57 kleinere Ortsteile und Weiler untergliedern.

## Geschichte
Die friedlich in die Verapaz-Region vordringenden Dominikaner-Mönche Juan de Torres, Pedro de Angulo und Luis Cáncer gründeten Santa Cruz am 3. Mai 1543 im Herrschaftsgebiet der Munchú, weswegen der Ort zunächst Santa Cruz Munchú, später dann auch Santa Cruz de Santa Elena hieß. Die Gründung wurde am 1. Mai 1546 in San Juan Chamelco amtlich registriert. Kurz danach entstand in Santa Cruz eine der ersten Kirchen in der Verapaz-Region. 1976 wurde sie durch ein Erdbeben schwer beschädigt. Am 9. September 1830 wurde Santa Cruz Verapaz zum Municipio erhoben, das im Jahr 1916 um die zwei Weiler Chimaxpop und Chojal vergrößert wurde, welche zuvor zu Tactic gehört hatten.

## Wirtschaft und Verkehr
Santa Cruz liegt sehr verkehrsgünstig an der Fernstraße CA 14 (zugleich Nationalstraße 5), die von Cobán nach El Rancho (El Progreso) führt. Von dort gelangt man über die Autobahn CA 9 nach Guatemala-Stadt im Hochland oder nach Puerto Barrios an der Karibikküste. Von San Cristóbal sind es 197 km nach Guatemala-Stadt und 15 km nach Cobán, der Hauptstadt des Departamentos Alta Verapaz. Daneben zweigt von Santa Cruz in westlicher Richtung die Nationalstraße 7 ab, die über San Cristóbal Verapaz nach Quiché und Huehuetenango führt. Daher profitiert Santa Cruz vom Durchgangsverkehr. Die Menschen vor Ort leben vorwiegend von der Land-, Forst und Holzwirtschaft, sowie von Dienstleistungen und dem Handwerk.